# Rumania en la Copa Mundial de Rugby de 2003
La Selección de rugby de Rumania fue uno de los 20 participantes de la Copa Mundial de Rugby de 2003 que se realizó en Australia.
Fue la quinta participación de los Robles en la Copa Mundial de Rugby.

## Plantel
| Nombre               | Posición       | Club                   |
| -------------------- | -------------- | ---------------------- |
| Răzvan Mavrodin      | hooker         | Tarbes                 |
| Marius Țincu         | hooker         | Section Paloise        |
| Paulică Ion          | pilar          | Steaua București       |
| Cezar Popescu        | pilar          | Steaua București       |
| Marcel Socaciu       | pilar          | Rugby Rovigo           |
| Petrișor Toderașc    | pilar          | Farul Constanța        |
| Petru Bălan          | pilar          | Biarritz               |
| Silviu Florea        | pilar          | Steaua București       |
| Marius Pantelimon    | segunda línea  | Farul Constanța        |
| Cristian Petre       | segunda línea  | Racing 92              |
| Bogdan Tudor         | segunda línea  | Valence                |
| Augustin Petrechei   | segunda línea  | Bourgoin               |
| Sorin Socol          | segunda línea  | Brive                  |
| George Chiriac       | ala            | Farul Constanța        |
| Florin Corodeanu     | ala            | Grenoble               |
| Cornel Tatu          | ala            | Steaua București       |
| Ovidiu Tonița        | ala            | Biarritz               |
| Alexandru Tudori     | Número 8       | Dinamo București       |
| Marius Niculai       | Número 8       | Lavelanet              |
| Iulian Andrei        | medio scrum    | Steaua București       |
| Cristian Podea       | medio scrum    | Universitatea Cluj     |
| Lucian Sîrbu         | medio scrum    | Racing 92              |
| Ionuț Tofan          | medio apertura | Racing 92              |
| Romeo Gontineac (c.) | centro         | Aurillac               |
| Valentin Maftei      | centro         | Valence                |
| Gabriel Brezoianu    | centro         | Bordeaux-Bègles        |
| Mihai Vioreanu       | centro         | De La Salle Palmerston |
| Vasile Ghioc         | wing           | Dinamo București       |
| Cătălin Nicolae      | wing           | Steaua București       |
| Ion Teodorescu       | wing           | Farul Constanța        |
| Bogdan Voicu         | Wing           | Universitatea Cluj     |
| Cristian Săuan       | Wing           | Rugby Rovigo           |
| Dănuț Dumbravă       | zaguero        | Steaua București       |

## Participación

### Grupo A
| Equipo    | Gan. | Emp. | Per. | A favor | En contra | Extra | Puntos |
| --------- | ---- | ---- | ---- | ------- | --------- | ----- | ------ |
| Australia | 4    | 0    | 0    | 273     | 32        | 2     | 18     |
| Irlanda   | 3    | 0    | 1    | 141     | 56        | 3     | 15     |
| Argentina | 2    | 0    | 2    | 140     | 57        | 3     | 11     |
| Rumania   | 1    | 0    | 3    | 65      | 192       | 1     | 5      |
| Namibia   | 0    | 0    | 4    | 28      | 310       | 0     | 0      |
| 11 de octubre | Irlanda                                                                                    | 45 – 17 (26-0) | Rumania                                                    | Bluetongue Central Coast Stadium, Gosford,                              |                                                                         |
|               | Tries: S. Horgan, Wood, Hickie (2), Costello Con: Humphreys (3), O'Gara Pen: Humphreys (4) |                | Tries: Penalty try, Maftei Con: Tofan, Vioreanu Pen: Tofan | Asistencia: 19,123 espectadores Árbitro(s): Jonathan Kaplan (Sudáfrica) | Asistencia: 19,123 espectadores Árbitro(s): Jonathan Kaplan (Sudáfrica) |

| 19 de octubre | Irlanda | 64 – 7 (33-7) | Namibia                    | Aussie Stadium, Sídney,                                             |                                                                     |
|               | Tries: Quinlan (2), Dempsey, Hickie, Horan, Miller (2), G. Easterby, S. Horgan, Kelly Con:Ronan O'Gara (7) |               | Tries: Powell Con: Wessels | Asistencia: 35,382 espectadores Árbitro(s): Andrew Cole (Australia) | Asistencia: 35,382 espectadores Árbitro(s): Andrew Cole (Australia) |

| 26 de octubre | Argentina                               | 15 – 16 (9-10) | Irlanda                                                  | Adelaide Oval,                                                       |                                                                      |
|               | Pen: Quesada (3) Drop: Quesada, Corleto |                | Tries: Quinlan Con: Humphreys Pen: Humphreys, O'Gara (2) | Asistencia: 28,803 espectadores Árbitro(s): André Watson (Sudáfrica) | Asistencia: 28,803 espectadores Árbitro(s): André Watson (Sudáfrica) |

| 1 de noviembre | Australia                                  | 17 – 16 (11-6) | Irlanda                                                        | Telstra Dome, Melbourne,                                                  |                                                                           |
|                | Tries: Smith Pen: Flatley (3) Drop: Gregan |                | Tries: O'Driscoll Con: O'Gara Pen: O'Gara (2) Drop: O'Driscoll | Asistencia: 54,206 espectadores Árbitro(s): Paddy O'Brien (Nueva Zelanda) | Asistencia: 54,206 espectadores Árbitro(s): Paddy O'Brien (Nueva Zelanda) |